# Danilo Sandrigo
Danilo Sandrigo (nacido el 30 de marzo de 1992 en Santa Fe, Provincia de Santa Fe, Argentina) es un jugador de fútbol. Juega de marcador central y surgió de las inferiores del Club Atlético Colón de Santa Fe, que milita en la Primera División.

## Clubes
| Club  | País      | Año             |
| ----- | --------- | --------------- |
| Colón | Argentina | 2008 - Presente |

## Estadísticas
| Equipo          | Div.                | Temporada           | Liga     | Liga  | Copa Nacional | Copa Nacional | Copa Internacional | Copa Internacional | Total    | Total |
| Equipo          | Div.                | Temporada           | Partidos | Goles | Partidos      | Goles         | Partidos           | Goles              | Partidos | Goles |
| Colón Argentina | 1ª                  | 2015                | 0        | -     | -             | -             | -                  | -                  | 0        | -     |
| Colón Argentina | Total               | Total               | 0        | 0     | -             | -             | -                  | -                  | 0        | 0     |
| Colón Argentina | Total en su carrera | Total en su carrera | 0        | 0     | 0             | 0             | 0                  | 0                  | 0        | 0     |

- Datos: Q20014396